# 森高次
森 高次（もり たかつぐ）は、戦国時代から安土桃山時代にかけての武将。

## 略歴
もとは近江国愛知郡鯰江庄出身で、父は鯰江定秀（貞景）を名乗る。長兄・定春の代で尾張海東郡森村に移住して森姓となった。定春は弟・政次を養嗣とし、政次は尾張国苅安賀に住したが、政次も末弟の高次を養嗣とした。
高次ははじめ織田信長に仕え、信長死後は豊臣秀吉に仕える。尾張愛知郡の御器所・末森・古渡で所領を宛行われた。
文禄の頃、子の高政（友重）が毛利輝元から毛利姓を与えられると、同じく毛利姓を称した。
慶長2年（1597年）2月2日、大坂にて死去。享年71。